# Stephan I van Sancerre
Stephan I van Sancerre (1133 - eind oktober 1190) was de eerste graaf van Sancerre.
Hij was een zoon van Theobald van Blois en Champagne, en kreeg het graafschap van Sancerre na zijn vaders dood. Zijn oudere broer Hendrik kreeg Champagne en zijn tweede broer Theobald kreeg Blois en Chartres.
Net als velen in zijn familie was hij een verwoede kruisvaarder. In 1169 werd hij gevraagd om met de dochter van koning Amalrik I van Jeruzalem, Sibylla te trouwen, hij nam het aanbod aan en reisde samen met Hugo III van Bourgondië naar het Heilige land. Echter om onduidelijke redenen zag hij van het huwelijk af en keerde weer huiswaarts.
Terug in Sancerre bouwde hij aan een kasteel met zes torens bij een nabijgelegen heuvel en ommuurde de stad Sancerre. Hij huwde met een dochter van Godfried van Donzy (naam onbekend) en uit dit huwelijk werd de opvolger Willem van Sancerre geboren.
In 1190 vertrok Stephan samen met zijn broers opnieuw naar het Heilige land, om de Derde Kruistocht te ondersteunen. Hij overleed echter aan een heersende ziekte in het kamp bij Akko voor eind oktober 1190, zijn broer Theobald overleed ook tijdens het Beleg van Akko.

## Voorouders
| Voorouders van Stephan I van Sancerre (1133-1190) | Voorouders van Stephan I van Sancerre (1133-1190)                               | Voorouders van Stephan I van Sancerre (1133-1190)                               | Voorouders van Stephan I van Sancerre (1133-1190)                               | Voorouders van Stephan I van Sancerre (1133-1190)                               | Voorouders van Stephan I van Sancerre (1133-1190)                               | Voorouders van Stephan I van Sancerre (1133-1190)                               | Voorouders van Stephan I van Sancerre (1133-1190)                               | Voorouders van Stephan I van Sancerre (1133-1190)                               |
| ------------------------------------------------- | ------------------------------------------------------------------------------- | ------------------------------------------------------------------------------- | ------------------------------------------------------------------------------- | ------------------------------------------------------------------------------- | ------------------------------------------------------------------------------- | ------------------------------------------------------------------------------- | ------------------------------------------------------------------------------- | ------------------------------------------------------------------------------- |
| Overgrootouders                                   | Theobald III van Blois (1012-1089) ∞ Garsende van Maine (-)                     | Theobald III van Blois (1012-1089) ∞ Garsende van Maine (-)                     | Willem de Veroveraar (±1028–1087) ∞ 1051 Mathilde van Vlaanderen (1031-1083)    | Willem de Veroveraar (±1028–1087) ∞ 1051 Mathilde van Vlaanderen (1031-1083)    | Engelbert I van Spanheim (1035-1096) ∞ Hadwig (1045-1085)                       | Engelbert I van Spanheim (1035-1096) ∞ Hadwig (1045-1085)                       | Ulrich van Passau (-1099) ∞ ?                                                   | Ulrich van Passau (-1099) ∞ ?                                                   |
| Grootouders                                       | Stefanus II van Blois (1045-1102) ∞ Adela van Engeland (1062-1137)              | Stefanus II van Blois (1045-1102) ∞ Adela van Engeland (1062-1137)              | Stefanus II van Blois (1045-1102) ∞ Adela van Engeland (1062-1137)              | Stefanus II van Blois (1045-1102) ∞ Adela van Engeland (1062-1137)              | Engelbert van Karinthië (1070-1141) ∞ Uta van Passau (-)                        | Engelbert van Karinthië (1070-1141) ∞ Uta van Passau (-)                        | Engelbert van Karinthië (1070-1141) ∞ Uta van Passau (-)                        | Engelbert van Karinthië (1070-1141) ∞ Uta van Passau (-)                        |
| Ouders                                            | Theobald IV van Blois (1190-1152) ∞ Mathilde van Sponheim-Karinthië (1205-1241) | Theobald IV van Blois (1190-1152) ∞ Mathilde van Sponheim-Karinthië (1205-1241) | Theobald IV van Blois (1190-1152) ∞ Mathilde van Sponheim-Karinthië (1205-1241) | Theobald IV van Blois (1190-1152) ∞ Mathilde van Sponheim-Karinthië (1205-1241) | Theobald IV van Blois (1190-1152) ∞ Mathilde van Sponheim-Karinthië (1205-1241) | Theobald IV van Blois (1190-1152) ∞ Mathilde van Sponheim-Karinthië (1205-1241) | Theobald IV van Blois (1190-1152) ∞ Mathilde van Sponheim-Karinthië (1205-1241) | Theobald IV van Blois (1190-1152) ∞ Mathilde van Sponheim-Karinthië (1205-1241) |